# Cotoneaster roborowskii
Cotoneaster roborowskii är en rosväxtart som beskrevs av Antonina Ivanovna Pojarkova. Cotoneaster roborowskii ingår i släktet oxbär, och familjen rosväxter. Inga underarter finns listade i Catalogue of Life.